# ۱۲۲ خیابان لیدنهال
۱۲۲ خیابان لیدنهال یک مجتمع مسکونی واقع در سیتی لندن، بریتانیا می‌باشد. ساخت و ساز این ساختمان در ژوئن ۲۰۱۳ به پایان رسیده و در سال ژوئیه ۲۰۱۴ افتتاح شده است. مساحت زیربنای آن ۸۴٬۴۲۴ متر مربع (۹۰۸٬۷۳۰ فوت مربع)، تعداد طبقاتش ۴۸ است.

## نگارخانه

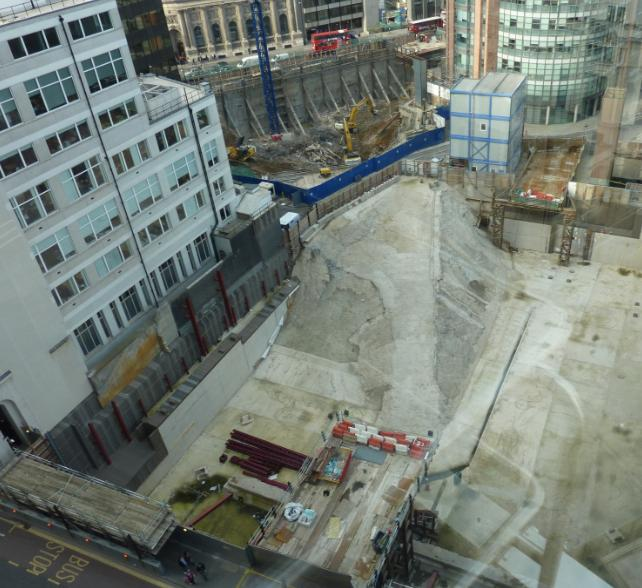
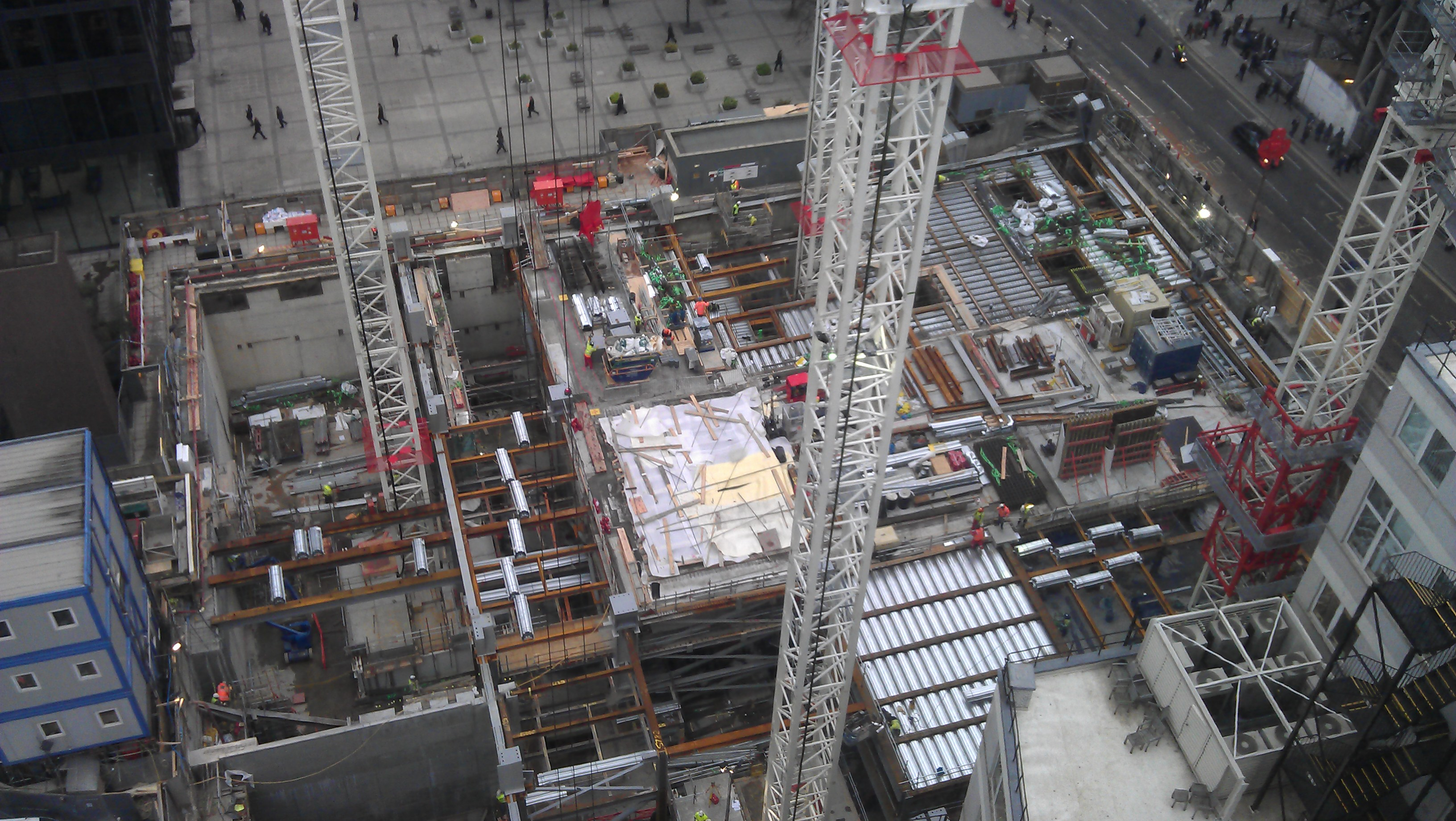
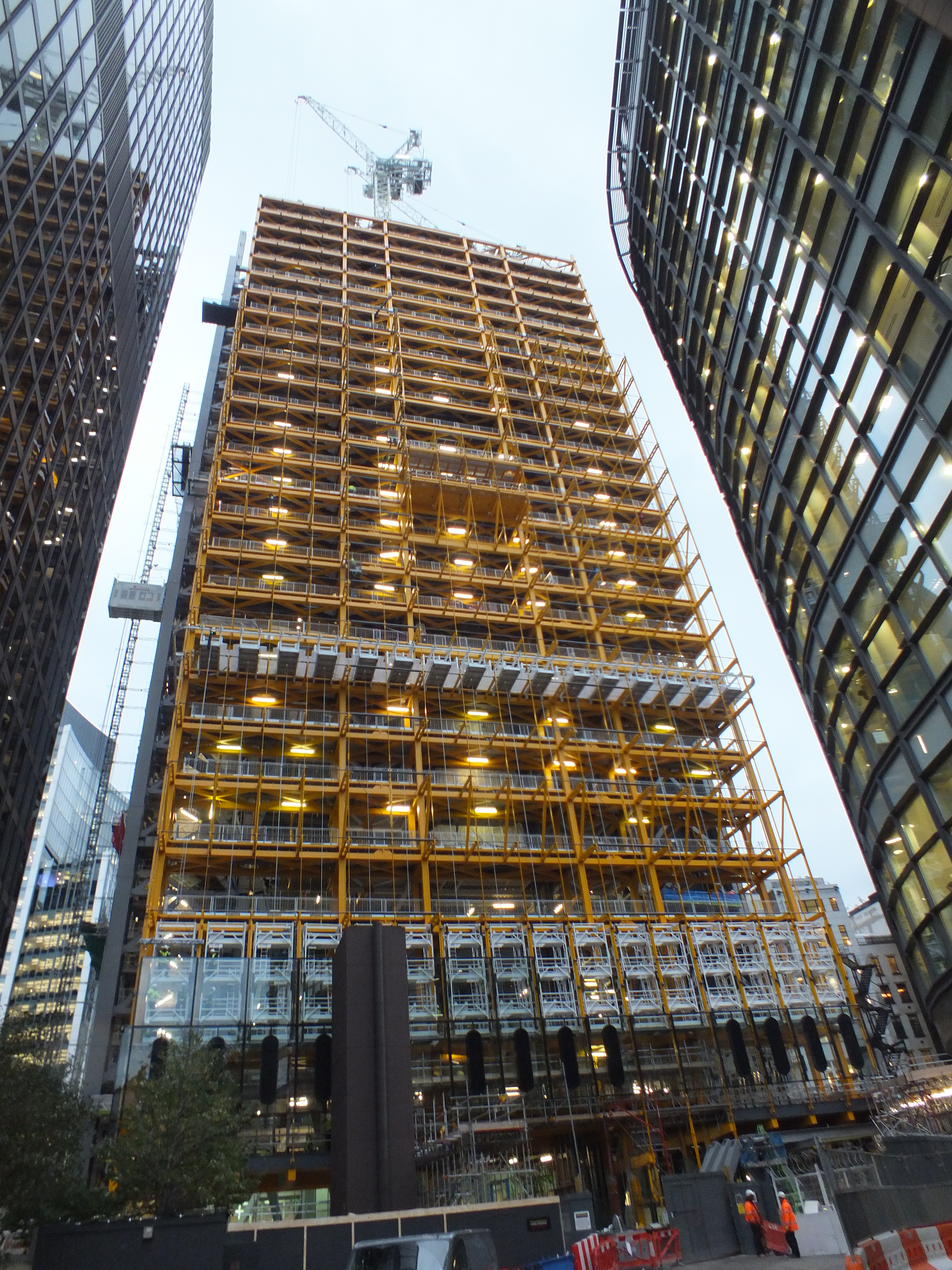
N
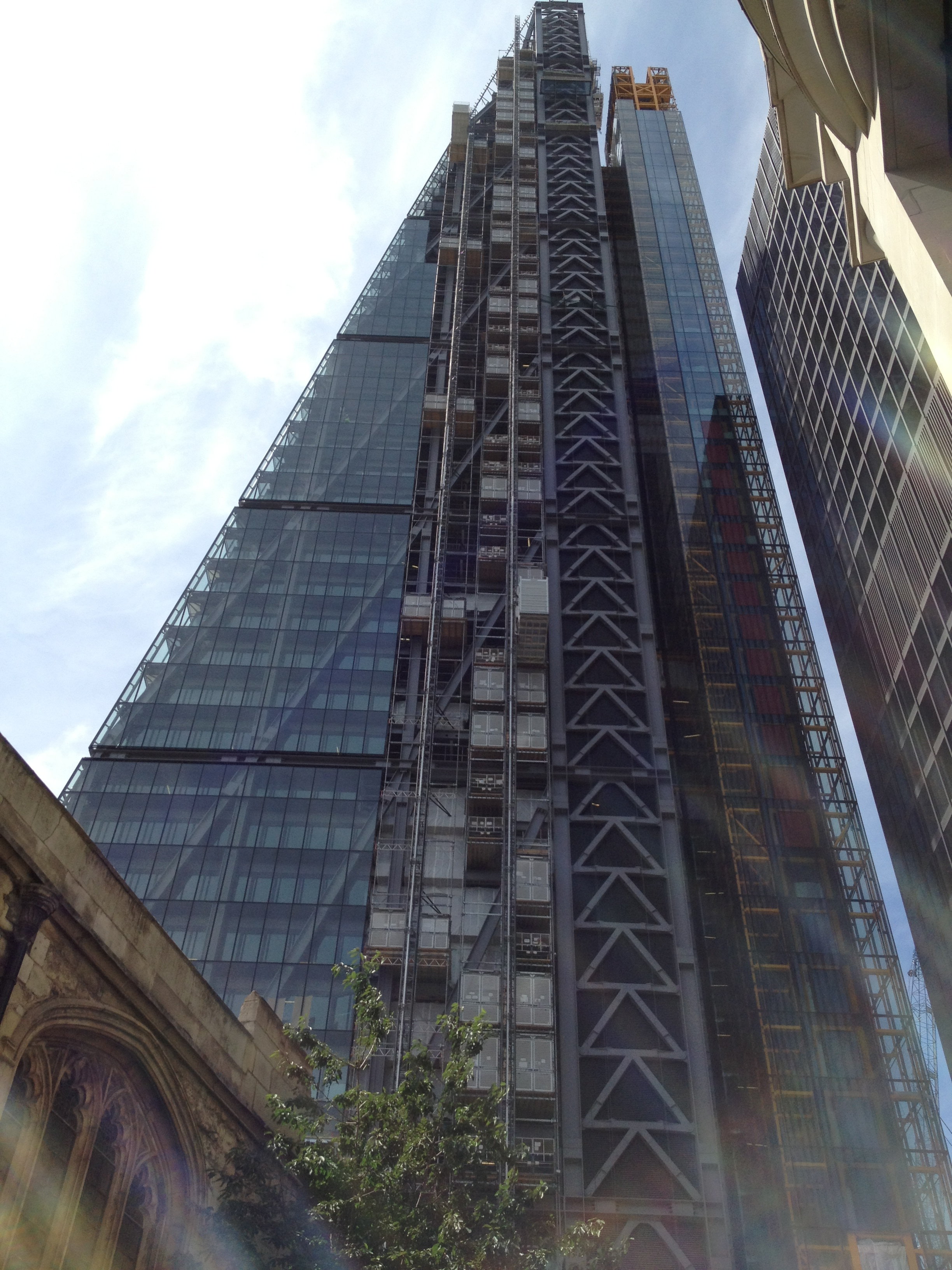